# 石原可奈子
石原 可奈子（いしはら かなこ、1980年12月24日 - ）は、北海道白老町出身のピュアニスト（ピアノ、ピアニカ演奏）。「ピュアニスト」は造語（「ピア」ノ・「ピア」ニカ・自然の「ピュア」さをかけている）。

## 来歴・人物
【ピュアニスト・石原 可奈子（いしはら かなこ）】
（ピアノ・鍵盤ハーモニカ・クラビオーラ・歌・作曲・作詞・編曲）
1980年12月24日生まれ、A型。北海道白老町出身。現在、白老町観光大使を務める。
2003年、国立音楽大学ピアノ専攻卒業。
「ピュアニスト」というオリジナルの肩書きで、ピアノ・鍵盤ハーモニカ・クラビオーラ・歌・作曲・作詞・編曲等の活動を行う。
※「ピュアニスト」とは、“ピアニスト”と“自然のピュアさ”を融合させた、オリジナルの言葉（自然をテーマにして作曲したオリジナル多数）。
2025年は、ピュアニスト活動20周年。
ピアノ演奏のインスト中心ながら、観客と一体化した楽しく盛り上がるステージに定評がある。
これまでに6枚のアルバムをリリースし、コンサートホールや屋外ステージ出演（木原実&そらジロー日テレステージ、札幌雪まつりHBCステージ等）、テレビ・ラジオ出演など多数。
2021年9月から17LIVEにてライブ配信をスタートし、公式リアルライブに5回出演。
バンド形態でのライブや、自身が演奏・作曲・企画している「オーケストラコンサート」も3度開催。
環境社会検定試験（eco検定）合格、アロマテラピー検定1級合格、メディカルハーブ検定合格、環境カオリスタの資格を持つ。「eco検定アワード2012」優秀賞受賞。高校生の男児の母。

## ディスコグラフィ

### アルバム
- 1stアルバム「碧」(2006年4月1日)
- 2ndアルバム「Purenist」(2006年11月22日)
- 3rdアルバム「Link」(2008年11月1日)
- 4thアルバム「きぼう」(2015年4月22日)

- 1stDVD「Purenist〜LIVE in SENDAI〜」(2006年12月20日)
- 2ndDVD「re-live〜reflection×relaxation〜Vol.1」(2008年9月13日)
- 「Best wishes オリジナルレコーディング」（2019年5月11日）

### テレビ・ラジオ出演
- 朗読の世界へようこそ！（NHKラジオ環境キャンペーン2008）
- 中村泰士のe!仲間（BS11デジタル）
- 24時間テレビ31　愛は地球を救う（札幌テレビ放送、日本テレビ）

### 掲載雑誌
- 「新電気」ピュアの音連載（オーム社）
- 「GREENSTYLE」CSR最前線レポート連載（ソニー・ミュージックコミュニケーションズ）